# Christian Jacq
Christian Jacq (Paris, 28 de abril de 1947) é um escritor e egiptólogo francês.
É conhecido por seus romances, bem como livros de não-ficção, ambientados no Antigo Egito. Seu livro O Egito dos Grandes Faraós ganhou o prêmio da Academia Francesa. 

## Biografia
Jacq nasceu na capital francesa, em 1947. Era filho de um pai farmacêutico, de origem bretã, e mãe de origem polonesa, mas foi criado por uma de suas avós, que o iniciou no mundo da leitura, tanto de quadrinhos como de obras clássicas. Aos 13 anos, inadvertidamente, ele topou com uma obra em três volumes, A história da civilização do Antigo Egito, de Jacques Pirenne, e ficou fascinado. Com essa idade, ele já escrevia poemas, mas depois de ler a obra de Pirenne, resolveu arriscar na escrita de romances. Em cinco anos, teria escrito oito livros, bem como um libreto.
Aos 17 anos, antes mesmo de terminar a escola, Jacq se casou com Françoise e passou a lua de mel, depois de se formar, conhecendo a antiga capital do Egito Antigo, Mênfis, tendo admirado estátuas do faraó Ramsés II, que se tornaria um de seus personagens favoritos da história egípcia.
Seu primeiro livro foi publicado quando Jacq tinha apenas 21 anos e consistia de um estudo das relações entre o Egito Antigo e a Idade Média. Nesta época, Jacq era estudante de filosofia na Universidade de Paris e resolveu mudar de cursos para se aprofundar na egiptologia. Tornou-se bacharel, mestre e doutor em egiptologia, defendendo a tese The Journey through the Netherworld as Perceived in Ancient Egypt: the Trials and Metamorphoses of Death According to Inscriptions Found in Pyramids and Sarcophagi, publicada em 1986.
Para poder se dedicar totalmente à escrita, Jacq, a esposa e seu cachorrinho Geb deixam Paris e se instalam em uma casa com uma grande biblioteca, contendo mais de dez mil trabalhos de referência, bem como artigos científicos e fotografias sobre o Egito Antigo.
Além da carreira acadêmica, onde escreveu artigos importantes sobre a cultura egípcia, Jacq também foi produtor-assistente da rede France Culture, tendo trabalhado no programa “Pathways to knowledge”. Em 1987, chegou no topo da lista dos mais vendidos com seu livro Champollion O Egípcio. Entre 1995 e 1997, publicou sua bem-sucedida Pentalogia de Ramsés, publicada em mais de 25 países. Cada volume acompanha uma etapa da vida do famoso faraó, onde Jacq tece uma narrativa tanto ficcional quanto histórica.
Por seu livro O Caso Tutankhamon, Jacq ganhou o Prix des Maisons de la Presse, em 1992. Sua série O Juiz do Egito, ficou na lista de mais vendidos entre 1993 e 1994, vendendo mais de 300 mil cópias apenas na França.
Junto de sua já falecida esposa, Jacq fundou o Instituto Ramessés, que se dedica a criar descrições fotográficas do Egito para a preservação de sítios arqueológicos em perigo. De fato, o Instituto conta com a maior coleção de fotografias do Antigo Egito, entre doze e quinze mil, com o projeto de reunir mais de cem mil.
Até 2004, Jacq já escreveu mais de cinquenta livros, incluindo diversos estudos na área da egiptologia. O livro que o fez conhecido para o grande público foi "Champollion O Egípcio". Além disso é responsável por vários romances policiais assinando além de Christian Jacq, com os pseudônimosː Christopher Carter, J. B. Livingstone e Célestin Valois.
Atualmente, Christian Jacq reside em Genebra, na Suíça.

## Obras (Parcial)

### Série O Juiz do Egito
- O Juiz do Egito: A Pirâmide Assassinada
- O Juiz do Egito: A Lei do Deserto
- O Juiz do Egito: A Justiça do Vizir

### Série Ramessés
- Ramessés: O Filho da Luz
- Ramessés: O Templo de Milhões de Anos
- Ramessés: A Batalha de Kadesh
- Ramessés: A Dama de Abu-Simbel
- Ramessés: Sob a Acácia do Ocidente

### Série Pedra da Luz
- A Pedra da Luz: Nefer, o Silencioso
- A Pedra da Luz: A Mulher Sábia
- A Pedra da Luz: Paneb, o Ardoroso
- A Pedra da Luz: O Lugar da Verdade

### Série A Rainha Liberdade
- A Rainha Liberdade: O Império das Trevas
- A Rainha Liberdade: A Guerra das Coroas
- A Rainha Liberdade: A Espada Flamejante

### Série Mozart
- Mozart: O Supremo Mago
- Mozart: O Filho da Luz
- Mozart: O Irmão do Fogo
- Mozart: O Amado de Ísis

### A Vingança dos Deuses
- Caça ao homem
- A Divina Adoradora

### Outros
- A Sabedoria Viva do Antigo Egito
- As Egípcias: Retratos de Mulheres do Egito
- A viagem iniciática ou os 33 graus de sabedoria
- A Rainha Sol
- Barragem sobre o Nilo
- Contos e Lendas do Tempo das Pirâmides
- Champollion O Egípcio
- Nefertiti e Akhenaton: o Casal Solar
- O Mundo Mágico do Antigo Egito
- O Caso Tutankhamon
- O Pequeno Champollion Ilustrado
- O Egito dos Grandes Faraós
- O Faraó Negro
- O Vale dos Reis
- Por Amor de Philae
- Sob a pirâmide
- Tutancâmon - o último segredo
- Viagem ao Egito dos Faraós